# Borowiec (Wielgomłyny)
Borowiec – przysiółek wsi Wielgomłyny w Polsce, położony w województwie łódzkim, w powiecie radomszczańskim, w gminie Wielgomłyny, wchodzi w skład sołectwa Wielgomłyny.
W latach 1975–1998 przysiółek należał administracyjnie do województwa piotrkowskiego.